# Mistrzostwa Polski w Łucznictwie 2016
Mistrzostwa Polski w Łucznictwie 2016 – 80. edycja mistrzostw, która odbyła się w dniach 9–11 września 2016 roku na boisku Dąbrovii Dąbrowy Tarnowskiej w Dąbrowie Tarnowskiej.

## Medaliści

### Strzelanie z łuku klasycznego
Mężczyźni
| Konkurencja                | Złoto                                                                                         | Srebro                                                                                        | Brąz                                                                                          |
| Generalna indywidualnie    | Sławomir Napłoszek (Marymont Warszawa)                                                        | Paweł Marzec (Talent Wrocław)                                                                 | Kacper Sierakowski (Marymont Warszawa)                                                        |
| Generalna indywidualnie    | Sławomir Napłoszek (Marymont Warszawa)                                                        | Paweł Marzec (Talent Wrocław)                                                                 | Mateusz Bucki (Stella Kielce)                                                                 |
| Generalna drużynowo        | Marymont Warszawa I Sławomir Napłoszek Kacper Sierakowski Piotr Starzycki Ludwik Pietrusiński | Społem Łódź Marek Szafran Michał Basiuras Juliusz Lerman Jakub Szafarz                        | Łucznik Żywiec I Kacper Bizon Damian Goły Oskar Kasprowski                                    |
| Generalna drużynowo        | Marymont Warszawa I Sławomir Napłoszek Kacper Sierakowski Piotr Starzycki Ludwik Pietrusiński | Społem Łódź Marek Szafran Michał Basiuras Juliusz Lerman Jakub Szafarz                        | Talent Wrocław Paweł Marzec Michał Grec Bartłomiej Bątkiewicz Maciej Niedźwiedź               |
| Zawody indywidualne (30 m) | Kacper Bizon (Łucznik Żywiec)                                                                 | Michał Basiuras (Społem Łódź)                                                                 | Bartłomiej Bątkiewicz (Talent Wrocław)                                                        |
| Zawody indywidualne (30 m) | Kacper Bizon (Łucznik Żywiec)                                                                 | Michał Basiuras (Społem Łódź)                                                                 | Sławomir Napłoszek (Marymont Warszawa)                                                        |
| Zawody indywidualne (50 m) | Sławomir Napłoszek (Marymont Warszawa)                                                        | Paweł Marzec (Talent Wrocław)                                                                 | Kacper Bizon (Łucznik Żywiec)                                                                 |
| Zawody indywidualne (50 m) | Sławomir Napłoszek (Marymont Warszawa)                                                        | Paweł Marzec (Talent Wrocław)                                                                 | Marek Szafran (Społem Łódź)                                                                   |
| Zawody indywidualne (90 m) | Paweł Marzec (Talent Wrocław)                                                                 | Marek Szafran (Społem Łódź)                                                                   | Damian Goły (Łucznik Żywiec)                                                                  |
| Zawody indywidualne (90 m) | Paweł Marzec (Talent Wrocław)                                                                 | Marek Szafran (Społem Łódź)                                                                   | Sławomir Michalak (ROKIS Radzymin)                                                            |
| Zawody drużynowe (30 m)    | Marymont Warszawa I Sławomir Napłoszek Kacper Sierakowski Piotr Starzycki Ludwik Pietrusiński | Talent Wrocław Paweł Marzec Michał Grec Bartłomiej Bątkiewicz Maciej Niedźwiedź               | Społem Łódź Marek Szafran Michał Basiuras Juliusz Lerman Jakub Szafarz                        |
| Zawody drużynowe (30 m)    | Marymont Warszawa I Sławomir Napłoszek Kacper Sierakowski Piotr Starzycki Ludwik Pietrusiński | Talent Wrocław Paweł Marzec Michał Grec Bartłomiej Bątkiewicz Maciej Niedźwiedź               | Łucznik Żywiec II Roman Pękalski Stanisław Junczyk Wiktor Wardecki                            |
| Zawody drużynowe (50 m)    | Społem Łódź Marek Szafran Michał Basiuras Juliusz Lerman Jakub Szafarz                        | Talent Wrocław Paweł Marzec Michał Grec Bartłomiej Bątkiewicz Maciej Niedźwiedź               | Łucznik Żywiec I Kacper Bizon Damian Goły Oskar Kasprowski                                    |
| Zawody drużynowe (50 m)    | Społem Łódź Marek Szafran Michał Basiuras Juliusz Lerman Jakub Szafarz                        | Talent Wrocław Paweł Marzec Michał Grec Bartłomiej Bątkiewicz Maciej Niedźwiedź               | Marymont Warszawa I Sławomir Napłoszek Kacper Sierakowski Piotr Starzycki Ludwik Pietrusiński |
| Zawody drużynowe (90 m)    | Łucznik Żywiec I Kacper Bizon Damian Goły Oskar Kasprowski                                    | Marymont Warszawa I Sławomir Napłoszek Kacper Sierakowski Piotr Starzycki Ludwik Pietrusiński | Talent Wrocław Paweł Marzec Michał Grec Bartłomiej Bątkiewicz Maciej Niedźwiedź               |
| Zawody drużynowe (90 m)    | Łucznik Żywiec I Kacper Bizon Damian Goły Oskar Kasprowski                                    | Marymont Warszawa I Sławomir Napłoszek Kacper Sierakowski Piotr Starzycki Ludwik Pietrusiński | ROKIS Radzymin Marek Szafran Michał Basiuras Juliusz Lerman Jakub Szafarz                     |

Kobiety
| Konkurencja                | Złoto                                                              | Srebro                                                                                                | Brąz                                                                                    |
| Generalna indywidualnie    | Magdalena Śmiałkowska (Społem Łódź)                                | Anna Tobolewska (Zryw Dobrcz)                                                                         | Monika Jurzak (Unia Pielgrzymka)                                                        |
| Generalna indywidualnie    | Magdalena Śmiałkowska (Społem Łódź)                                | Anna Tobolewska (Zryw Dobrcz)                                                                         | Kamila Napłoszek (Marymont Warszawa)                                                    |
| Generalna drużynowo        | Łucznik Żywiec I Wioleta Myszor Sylwia Zyzańska Natalia Leśniak    | Marymont Warszawa I Kamila Napłoszek Ewa Sobieraj Aleksandra Kwiecień Paulina Tyszko                  | Łucznik Żywiec II Joanna Rząsa Gloria Juszczuk Zuzanna Grzymek Paulina Lach             |
| Generalna drużynowo        | Łucznik Żywiec I Wioleta Myszor Sylwia Zyzańska Natalia Leśniak    | Marymont Warszawa I Kamila Napłoszek Ewa Sobieraj Aleksandra Kwiecień Paulina Tyszko                  | Obuwnik Prudnik Karolina Farasiewicz Monika Barakońska Dominika Koszańska Dominika Byra |
| Zawody indywidualne (30 m) | Karina Lipiarska (Grot Zabierzów)                                  | Magdalena Śmiałkowska (Społem Łódź)                                                                   | Karolina Farasiewicz (Obuwnik Prudnik)                                                  |
| Zawody indywidualne (30 m) | Karina Lipiarska (Grot Zabierzów)                                  | Magdalena Śmiałkowska (Społem Łódź)                                                                   | Gloria Juszczuk (Łucznik Żywiec)                                                        |
| Zawody indywidualne (50 m) | Karolina Farasiewicz (Obuwnik Prudnik)                             | Sylwia Zyzańska (Łucznik Żywiec)                                                                      | Monika Jurzak (Unia Pielgrzymka)                                                        |
| Zawody indywidualne (50 m) | Karolina Farasiewicz (Obuwnik Prudnik)                             | Sylwia Zyzańska (Łucznik Żywiec)                                                                      | Natalia Leśniak (Łucznik Żywiec)                                                        |
| Zawody indywidualne (60 m) | Magdalena Śmiałkowska (Społem Łódź)                                | Anna Tobolewska (Zryw Dobrcz)                                                                         | Natalia Leśniak (Łucznik Żywiec)                                                        |
| Zawody indywidualne (60 m) | Magdalena Śmiałkowska (Społem Łódź)                                | Anna Tobolewska (Zryw Dobrcz)                                                                         | Ewa Sobieraj (Marymont Warszawa)                                                        |
| Zawody drużynowe (30 m)    | Łucznik Żywiec I Wioleta Myszor Sylwia Zyzańska Natalia Leśniak    | Łucznik Żywiec II Joanna Rząsa Gloria Juszczuk Zuzanna Grzymek Paulina Lach                           | Społem Łódź Magdalena Śmiałkowska Martyna Kalwinek Zuzanna Antczak                      |
| Zawody drużynowe (30 m)    | Łucznik Żywiec I Wioleta Myszor Sylwia Zyzańska Natalia Leśniak    | Łucznik Żywiec II Joanna Rząsa Gloria Juszczuk Zuzanna Grzymek Paulina Lach                           | Obuwnik Prudnik Karolina Farasiewicz Monika Barakońska Dominika Koszańska Dominika Byra |
| Zawody drużynowe (50 m)    | Społem Łódź Magdalena Śmiałkowska Martyna Kalwinek Zuzanna Antczak | Talent Wrocław Adrianna Trzebińska Maja Banaszewska-Dudek Anna Futyma                                 | Łucznik Żywiec I Wioleta Myszor Sylwia Zyzańska Natalia Leśniak                         |
| Zawody drużynowe (50 m)    | Społem Łódź Magdalena Śmiałkowska Martyna Kalwinek Zuzanna Antczak | Talent Wrocław Adrianna Trzebińska Maja Banaszewska-Dudek Anna Futyma                                 | Marymont Warszawa I Kamila Napłoszek Ewa Sobieraj Alekdandra Kwiecień Paulina Tyszko    |
| Zawody drużynowe (60 m)    | Łucznik Żywiec I Wioleta Myszor Sylwia Zyzańska Natalia Leśniak    | Dąbrovia Dąbrowa Tarnowska Katarzyna Mickiewicz Gabriela Kłos-Kufel Małgorzata Mickiewicz Agata Bulwa | Obuwnik Prudnik Karolina Farasiewicz Monika Barakońska Dominika Koszańska Dominika Byra |
| Zawody drużynowe (60 m)    | Łucznik Żywiec I Wioleta Myszor Sylwia Zyzańska Natalia Leśniak    | Dąbrovia Dąbrowa Tarnowska Katarzyna Mickiewicz Gabriela Kłos-Kufel Małgorzata Mickiewicz Agata Bulwa | Łucznik Żywiec II Joanna Rząsa Gloria Juszczuk Zuzanna Grzymek Paulina Lach             |

Konkurencje mieszane
| Konkurencja            | Złoto                                              | Srebro                                                  | Brąz                                                    |
| Generalna              | Społem Łódź Magdalena Śmiałkowska Marek Szafran    | Obuwnik Prudnik Karolina Farasiewicz Kasper Helbin      | Łucznik Żywiec I Wioleta Myszor Damian Goły             |
| Generalna              | Społem Łódź Magdalena Śmiałkowska Marek Szafran    | Obuwnik Prudnik Karolina Farasiewicz Kasper Helbin      | Stella Kielce I Małgorzata Góral Maciej Fałdziński      |
| Zawody mieszane (30 m) | Społem Łódź Magdalena Śmiałkowska Marek Szafran    | Marymont Warszawa I Kamila Napłoszek Sławomir Napłoszek | Łucznik Żywiec I Wioleta Myszor Damian Goły             |
| Zawody mieszane (30 m) | Społem Łódź Magdalena Śmiałkowska Marek Szafran    | Marymont Warszawa I Kamila Napłoszek Sławomir Napłoszek | Obuwnik Prudnik Karolina Farasiewicz Kasper Helbin      |
| Zawody mieszane (50 m) | Obuwnik Prudnik Karolina Farasiewicz Kasper Helbin | Łucznik Żywiec I Wioleta Myszor Damian Goły             | Społem Łódź Magdalena Śmiałkowska Marek Szafran         |
| Zawody mieszane (50 m) | Obuwnik Prudnik Karolina Farasiewicz Kasper Helbin | Łucznik Żywiec I Wioleta Myszor Damian Goły             | Marymont Warszawa I Kamila Napłoszek Sławomir Napłoszek |

### Strzelanie z łuku bloczkowego
| Konkurencja           | Złoto                                                                            | Srebro                                                   | Brąz                                                                    |
| Indywidualne mężczyzn | Krzysztof Gorczyca (Strzelec Legnica)                                            | Jan Wojtas (Strzelec Legnica)                            | Michał Gomoliszek (Strzelec Legnica)                                    |
| Indywidualne mężczyzn | Krzysztof Gorczyca (Strzelec Legnica)                                            | Jan Wojtas (Strzelec Legnica)                            | Bogusław Pilcicki (Lew Krynki)                                          |
| Indywidualne kobiet   | Magdalena Zarzycka (MGOKiS Dobczyce)                                             | Renata Leśniak (MGOKiS Dobczyce)                         | Joanna Austyn-Gawryś (Marymont Warszawa)                                |
| Indywidualne kobiet   | Magdalena Zarzycka (MGOKiS Dobczyce)                                             | Renata Leśniak (MGOKiS Dobczyce)                         | Paulina Ostrowska (Strzelec Legnica)                                    |
| Drużynowo mężczyzn    | Strzelec Legnica Krzysztof Gorczyca Jan Wojtas Michał Gomoliszek Jerzy Dzikowski | Lew Krynki Bogusław Pilcicki Paweł Gałka Marek Jagielski | Marymont Warszawa II Marcin Gołygowski Marian Młynarczyk Andrzej Presko |
| Drużynowo mężczyzn    | Strzelec Legnica Krzysztof Gorczyca Jan Wojtas Michał Gomoliszek Jerzy Dzikowski | Lew Krynki Bogusław Pilcicki Paweł Gałka Marek Jagielski | Złota Strzała Żywiec Łukasz Lach Jerzy Więzik Stanisław Mroszczyk       |
| Drużynowo mieszane    | MGOKiS Dobczyce II Renata Leśniak Słanisław Łukasik                              | Marymont Warszawa Joanna Austyn-Gawryś Dariusz Gawryś    | MGOKiS Dobczyce I Magdalena Zarzycka Jakub Fularski                     |
| Drużynowo mieszane    | MGOKiS Dobczyce II Renata Leśniak Słanisław Łukasik                              | Marymont Warszawa Joanna Austyn-Gawryś Dariusz Gawryś    | Strzelec Legnica I Katarzyna Szałańska Krzysztof Gorczyca               |